# Giunta Generale del Principato delle Asturie
La Giunta generale del Principato delle Asturie (in spagnolo e ufficialmente: Junta General del Principado de Asturias, in asturiano: Xunta Xeneral del Principáu d'Asturies) è l'organo legislativo della Comunità autonoma delle Asturie. 
I suoi membri sono chiamati deputati e il suo compito è rappresentare i cittadini delle Asturie. Sono scelti a suffragio universale, libero, diretto e segreto, secondo il sistema proporzionale.

## Storia
Nel 1982, con l'approvazione dello Statuto di autonomia delle Asturie, la Giunta Generale fu costituita come organo legislativo eletto democraticamente.

## Composizione
I deputati eletti per l’XII legislatura sono 45. Le elezioni si svolgono in tre distretti elettorali, con una soglia di sbarramento del 3%, suddivisi in questo modo:
- Per distretti:
  - Distretto Centrale (comprendente Avilés, Gijón e Oviedo): 34
  - Distretto Occidentale: 6
  - Distretto Orientale: 5

## Competenze
La Giunta Generale è responsabile della scelta del Presidente della Comunità Autonoma tra i suoi membri. Il Presidente esercita il potere esecutivo e nomina il Governo della Giunta. Le attribuzioni della Giunta Generale secondo lo Statuto di autonomia sono, tra le altre:
- Esercizio del potere legislativo della Comunità.
- Il controllo del Governo della Giunta e del suo Presidente.
- L'approvazione dei Bilanci.
- L'elezione del Presidente della Giunta.
- Nominare i Senatori eletti indirettamente corrispondenti alla Comunità.
- Imporre e riscuotere le tasse.